# Cornufer hedigeri
Cornufer hedigeri é uma espécie de anfíbio anuros da família Ceratobatrachidae. Está presente nas Ilhas Salomão. A UICN classificou-a como pouco preocupante.